# Ерлан-шень
Ерлан-шень — божество китайського пантеону, бог-драконоборець, керівник розливами річок, і найбільший воїн Небес. Персонаж ряду класичних легенд, включаючи «Канонізація божеств»  і «Подорож на Захід». Основний атрибут — всевидюче третє око.
За походженням — обожествлена версія декількох напівміфічних героїв, висхідних до легенд династій Цінь, Сунь і Цзінь. Пізні буддистські джерела описують його як другого сина Північного Небесного царя Вайшравани, що певною мірою ототожнює його з Мучжа, другим братом малолітнього божества Нечжа.
У міфічних романах династії Мін «Канонізація божеств» і «Подорож на Захід», а також в легенді про Лотосові Світильники Ерлан постає як племінник Нефритового імператора, причому в останніх він є другим сином від забороненого зв'язку сестри Нефритового імператора зі смертною людиною.

## Ерлан в сучасній культурі
Як чинний персонаж кількох класичних творів Китаю, Ерлан неодноразово втілювався різними акторами.

### У кінострічках
(переважно в жанрі уся, різновидів китайської опери або їх комбінації)
- 1959 — фільм-балет Лотосовий світильник — Сунь Тяньлу
- 1965 — фільм The Lotus Lamp з Ліндою Лінь Дай — Тянь Фен

### У телесеріалах
- 2000 — Legend of Heaven & Earth: Lotus Lantern (天地传说之宝莲灯, Tian Di Chuan Shuo Zhi Bao Lian Deng) — Лоу (楼学贤)
- 2005 (CCTV-8) — Lotus Lantern (宝莲灯, Bao Lian Deng) — Вінсент Цзяо
- 2012 (Qilu TV/Shenzhen TV) — Chun Guang Can Lan Zhi Huan Le Yuan Shuai (春光灿烂之欢乐元帅) — Сюй Чжень (徐震)
- 2012 — Tian Shi Zhong Kui 2 (天师钟馗2) — Чжан Ґун (张弓)

### В анімаційних фільмах
- 1999 — Lotus Lantern[en]